# Oğuz Gürbulak
Oğuz Gürbulak (Erzincan, 10 agosto 1992) è un calciatore turco, centrocampista del Çorum.

## Carriera
Cresciuto nel settore giovanile del Konya Şekerspor, ha trascorso i primi anni della carriera nelle serie minori del campionato turco, giocando principalmente tra la terza e la quarta divisione, con alcune apparizioni in seconda divisione. Nel 2021 è stato acquistato dall'Ümraniyespor, con cui ha ottenuto la promozione in massima serie al termine della stagione 2021-2022. L'8 agosto 2022 ha debuttato in Süper Lig durante l'incontro pareggiato 3-3 contro il Fenerbahçe. Il 1º febbraio 2023 ha segnato il suo primo gol in campionato, nella partita persa 3-2 contro il Galatasaray, realizzando la rete del momentaneo 1-2.

## Statistiche

### Presenze e reti nei club
Statistiche aggiornate al 28 aprile 2023.
| Stagione                  | Squadra                   | Campionato                | Campionato | Campionato | Coppe nazionali | Coppe nazionali | Coppe nazionali | Coppe continentali | Coppe continentali | Coppe continentali | Altre coppe | Altre coppe | Altre coppe | Totale | Totale |
| Stagione                  | Squadra                   | Comp                      | Pres       | Reti       | Comp            | Pres            | Reti            | Comp               | Pres               | Reti               | Comp        | Pres        | Reti        | Pres   | Reti   |
| ------------------------- | ------------------------- | ------------------------- | ---------- | ---------- | --------------- | --------------- | --------------- | ------------------ | ------------------ | ------------------ | ----------- | ----------- | ----------- | ------ | ------ |
| 2010-2011                 | Konya Şekerspor           | 2L                        | 1          | 0          | CT              | 3               | 0               |                    | -                  | -                  |             | -           | -           | 4      | 0      |
| 2013-2014                 | Manavgatspor              | 3L                        | 29         | 5          | CT              | 3               | 1               |                    | -                  | -                  |             | -           | -           | 32     | 6      |
| 2014-2015                 | Manavgatspor              | 3L                        | 30         | 4          | CT              | 1               | 0               |                    | -                  | -                  |             | -           | -           | 31     | 4      |
| Totale Manavgatspor       | Totale Manavgatspor       | Totale Manavgatspor       | 59         | 9          |                 | 4               | 1               |                    | -                  | -                  |             | -           | -           | 63     | 10     |
| 2015-2016                 | Anadolu Selçukspor        | 2L                        | 28         | 5          | CT              | 1               | 0               |                    | -                  | -                  |             | -           | -           | 29     | 5      |
| 2016-2017                 | Anadolu Selçukspor        | 2L                        | 31         | 3          | CT              | 1               | 0               |                    | -                  | -                  |             | -           | -           | 32     | 3      |
| Totale Anadolu Selçukspor | Totale Anadolu Selçukspor | Totale Anadolu Selçukspor | 59         | 8          |                 | 2               | 0               |                    | -                  | -                  |             | -           | -           | 61     | 8      |
| 2017-2018                 | Samsunspor                | 1L                        | 19         | 0          | CT              | 0               | 0               |                    | -                  | -                  |             | -           | -           | 19     | 0      |
| 2018-2019                 | Samsunspor                | 2L                        | 28+2       | 2+0        | CT              | 1               | 0               |                    | -                  | -                  |             | -           | -           | 31     | 2      |
| 2019-2020                 | Samsunspor                | 2L                        | 16         | 0          | CT              | 4               | 1               |                    | -                  | -                  |             | -           | -           | 20     | 1      |
| 2020-2021                 | Samsunspor                | 1L                        | 23         | 2          | CT              | 1               | 0               |                    | -                  | -                  |             | -           | -           | 24     | 2      |
| Totale Samsunspor         | Totale Samsunspor         | Totale Samsunspor         | 86+2       | 4+0        |                 | 6               | 1               |                    | -                  | -                  |             | -           | -           | 94     | 5      |
| 2021-2022                 | Ümraniyespor              | 1L                        | 34         | 2          | CT              | 1               | 1               |                    | -                  | -                  |             | -           | -           | 35     | 3      |
| 2022-2023                 | Ümraniyespor              | SL                        | 25         | 1          | CT              | 3               | 0               |                    | -                  | -                  |             | -           | -           | 28     | 1      |
| Totale Ümraniyespor       | Totale Ümraniyespor       | Totale Ümraniyespor       | 59         | 3          |                 | 4               | 1               |                    | -                  | -                  |             | -           | -           | 63     | 4      |
| Totale carriera           | Totale carriera           | Totale carriera           | 266        | 24         |                 | 19              | 3               |                    | -                  | -                  |             | -           | -           | 285    | 27     |

## Palmarès

### Club

#### Competizioni nazionali
- TFF 2. Lig: 1

Samsunspor: 2019-2020 (gruppo bianco)